# Джидда
Джидда (или Дже́дда) (араб. جدة‎) — город в западной части Саудовской Аравии. Второй по величине город в стране и её «экономическая столица», а также крупнейший город в административном округе Мекка.
В рейтинге глобальных городов GaWC Джидда по данным на 2016 год отнесена к категории Бета-, куда входят также Миннеаполис, Штутгарт, Рио-де-Жанейро, Сиэтл, Манчестер, Лион, Эдинбург и др.
Название города близко к арабскому слову «бабушка» и находится в вероятной связи с преданиями о Еве. Могила Евы — одна из достопримечательностей Джидды.

## История
По данным археологов, Джидда была основана в конце VI века до нашей эры выходцами из Мариба. На протяжении сотен лет город оставался лишь маленьким рыбацким портом, пока в 647 году третий из мусульманских халифов Усман ибн Аффан не сделал его главным пунктом приёма паломников, совершающих Хадж. С тех пор началось быстрое развитие Джидды в качестве важнейшего порта и торгового центра на берегах Красного моря.
В 969 году Джидда вошла в состав Фатимидского халифата. Благодаря активной внешней политике и торговле Фатимидов, торговые связи Джидды расширились до Индии и Китая, что способствовало дальнейшему расцвету города.
Богатство города часто привлекало взоры правителей сопредельных государств. Впрочем, новым хозяевам Джидды хватало мудрости не грабить её, а пользоваться огромными торговыми возможностями. Приход в 1177 году Айюбидов принёс Джидде ещё большее развитие торговли. Кроме того, под влиянием Айюбидов в городе постепенно начал доминировать суннизм (ранее лидирующая роль принадлежала шиитам). Переход территории к Мамлюкам в 1254 году также не сопровождался потрясениями, как и установление оттоманского контроля над регионом в 1517.

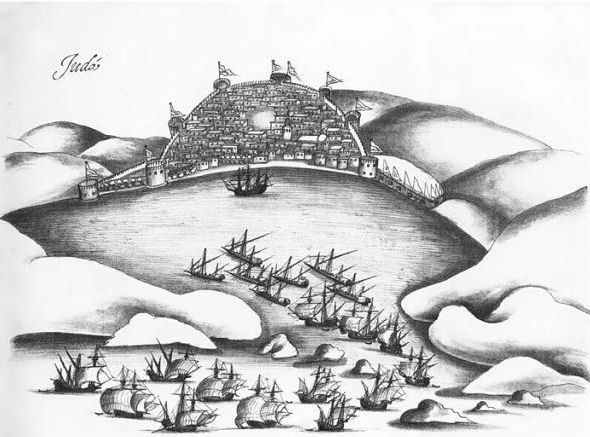
Обстрел Джидды португальцами, 1517

Успех экспедиции Васко да Гамы в 1497 году открыл Индийский океан для португальцев, посеяв панику среди элит мусульманских государств региона. На укрепление главного мусульманского торгового порта на Индийском океане, Джидды, были затрачены значительные средства, окупившиеся в 1517 году, когда португальская экспедиция не решилась на штурм города, ограничившись бомбардировкой и истреблением мусульманского судоходства в регионе.
В 1802 году отряды ваххабитского Дирийского эмирата захватили город и удерживали его до 1813, когда Джидда была отбита у них оттоманским экспедиционным корпусом из Египта.
В 1916 году, пользуясь тяжёлым положением Турции на фронтах, местные арабские элиты провозгласили независимость Хиджаза. Новое государство просуществовало до 1925 года, когда было завоёвано Недждом. В 1932 году объединённое государство Неджда и Хиджаза стало называться Саудовская Аравия.

## География и климат
Джидда расположена на Красном море, в узкой прибрежной пустыне Тихама. С запада город ограничен морем, а к востоку — горной цепью Хиджаз, поэтому строительство новых районов ведётся вдоль моря, на север и на юг от исторического центра.
Климат Джидды — жаркий пустынный, несколько смягчаемый её прибрежным расположением. Осадки в Джидде очень редки и возможны только в зимние месяцы. Частые ветры, песчаные бури и пыльные туманы, высокая влажность воздуха и жара делают климат города труднопереносимым для непривычного человека.
| Показатель                    | Янв. | Фев. | Март | Апр. | Май | Июнь | Июль | Авг. | Сен. | Окт. | Нояб. | Дек. | Год |
| ----------------------------- | ---- | ---- | ---- | ---- | --- | ---- | ---- | ---- | ---- | ---- | ----- | ---- | --- |
| Абсолютный максимум, °C       | 33   | 35   | 38   | 40   | 42  | 52   | 42   | 42   | 42   | 41   | 41    | 34   | 52  |
| Средний суточный максимум, °C | 29   | 29   | 29   | 33   | 35  | 36   | 37   | 37   | 36   | 35   | 33    | 30   | 33  |
| Средняя температура, °C       | 25   | 24   | 25   | 28   | 30  | 30   | 32   | 32   | 31   | 29   | 27    | 25   | 28  |
| Средний суточный минимум, °C  | 19   | 18   | 19   | 21   | 23  | 24   | 26   | 27   | 25   | 23   | 22    | 19   | 22  |
| Абсолютный минимум, °C        | 9    | 11   | 13   | 12   | 13  | 19   | 21   | 23   | 21   | 20   | 17    | 10   | 9   |
| Норма осадков, мм             | 5    | 0    | 0    | 0    | 0   | 0    | 0    | 0    | 0    | 0    | 25    | 31   | 61  |
| Источник:                     |      |      |      |      |     |      |      |      |      |      |       |      |     |

## Население и экономика
Джидда — второй по численности город Саудовской Аравии после Эр-Рияда. По данным 2009 года в городе проживало 3,6 млн человек, в агломерации — около 5 млн.
Лишь 45 % горожан являются саудовскими подданными, остальные — временные иностранные рабочие, в основном из Египта, Филиппин, Пакистана, Судана, Эфиопии, Индии и Бангладеш. В городе проживают несколько тысяч выходцев из государств постсоветского пространства, преимущественно с Северного Кавказа. Около 90 % горожан-саудитов — сунниты, 10 % — шииты. Среди иностранцев 3/4 мусульмане, остальные — индуисты и христиане. Почти 65 % населения города — мужчины. Это связано с тем, что свыше 90 % иностранных рабочих — мужского пола.
С VII века Джидда была известна своими менялами: паломники прибывали сюда из всех уголков исламского мира, привозя с собой монеты своих государств. Впоследствии город, по той же причине, стал важным центром Хавалы (и остаётся им и в наши дни). В XX веке Джидда, что закономерно, стала местом зарождения банковской системы Саудовской Аравии, и остаётся её центром до сих пор. Город часто называют экономической столицей Саудовской Аравии. Основными секторами экономики Джидды являются:
- логистика (крупные порт и аэропорт, узел шоссейных дорог);
- туризм (религиозный);
- банковская сфера;
- торговля;
- строительство;
- нефтехимия;
- высокотехнологичная сфера (саудовский центр биотехнологий, электроники и программирования).

Высочайшее здание города — Телебашня Джидды. В северной части города планируется построить самый высокий в мире небоскрёб.

## Транспорт
Город обслуживается Международным аэропортом имени короля Абул-Азиза (IATA: JED, ICAO: OEJN) с пассажирооборотом свыше 27 млн человек в год (2012). Регулярные пассажирские рейсы выполняются во все основные города исламского мира (часть — только во время Хаджа), а также в Лондон, Сингапур, Франкфурт, Париж, Сеул, Дели, Мумбаи, Аддис-Абебу и Афины.
Джидда имеет на восточном побережье Красного моря порт, который принимает на себя основной поток паломников, направляющихся на хадж в Мекку и Медину.
На ранней стадии строительства (по состоянию на апрель 2015) находятся два проекта скоростных железных дорог: Джидда — Эр-Рияд и Медина — Джидда — Мекка.
Общественный транспорт представлен муниципальными автобусами. Мэр города сообщил в 2010 году о решении муниципалитета построить метро.

## Города-побратимы
- Алма-Ата, Казахстан
- Амман, Иордания
- Баку (азерб. Bakı), Азербайджан
- Александрия (араб. الإسكندرية‎), Египет
- Каир (араб. القاهرة‎), Египет
- Штутгарт, Германия
- Дубай, Объединённые Арабские Эмираты
- Джакарта, Индонезия
- Стамбул, Турция
- Адана, Турция
- Джохор-Бару, Малайзия
- Казань, Россия
- Карачи, Пакистан
- Мары, Туркменистан
- Одесса, Украина
- Ош, Кыргызстан
- Пловдив, Болгария
- Касабланка, Марокко
- Рио-де-Жанейро, Бразилия
- Симоносеки, Япония
- Санкт-Петербург, Россия
- Страсбург, Франция
- Сиань, Китай

## Галерея

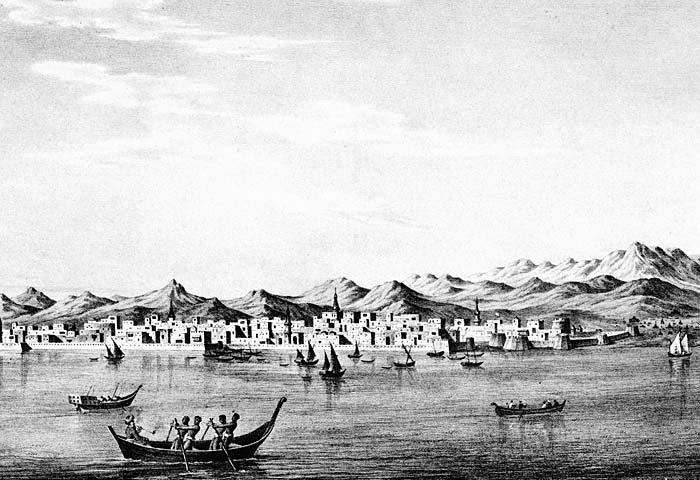
Джидда, середина XIX века
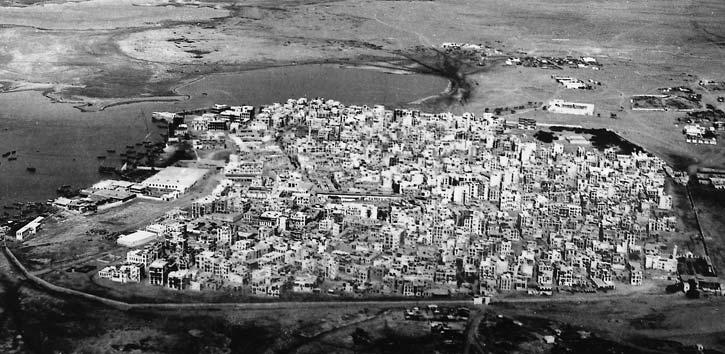
Джидда в 1938 году
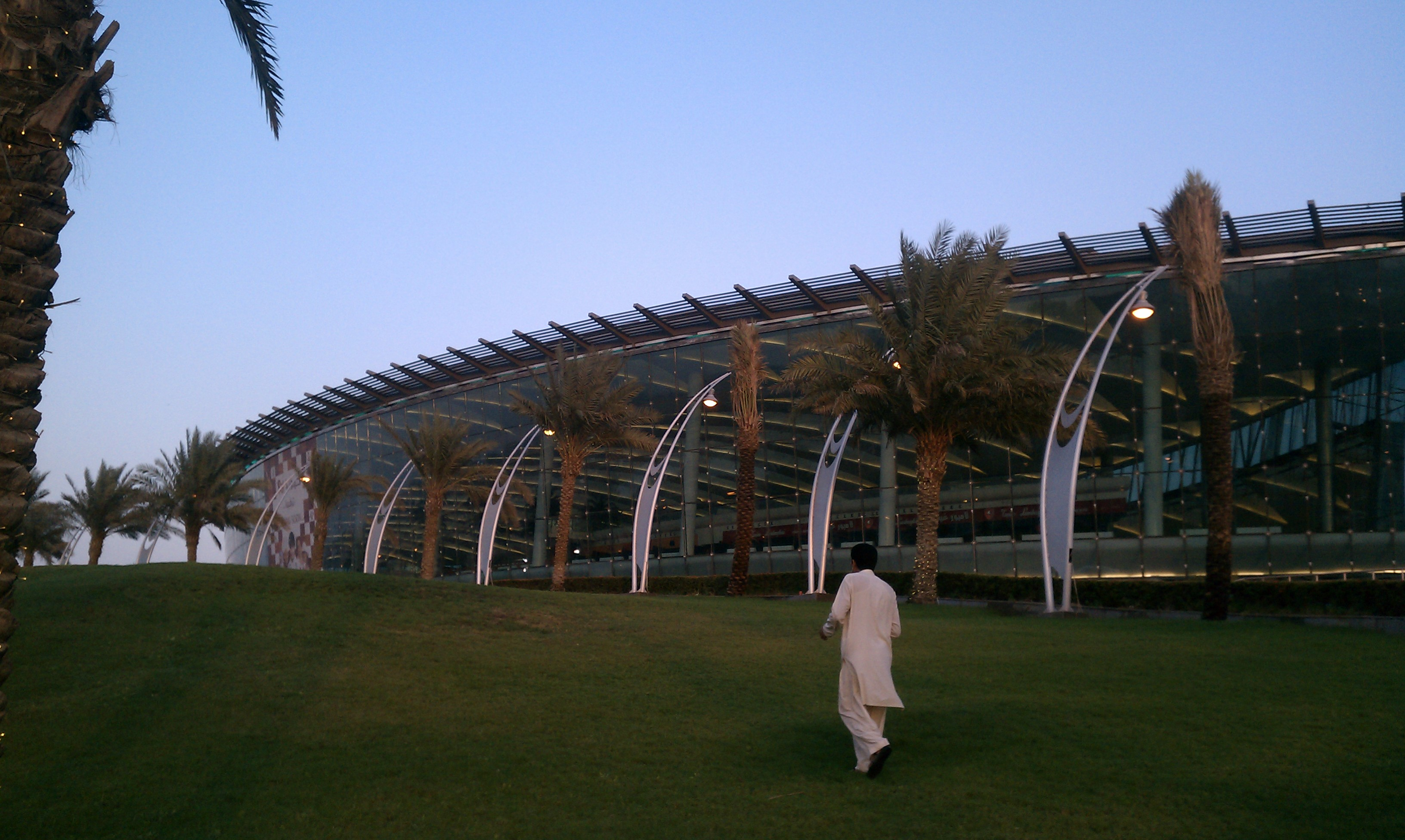
Молл Аравии[англ.] — самый большой молл в Джидде
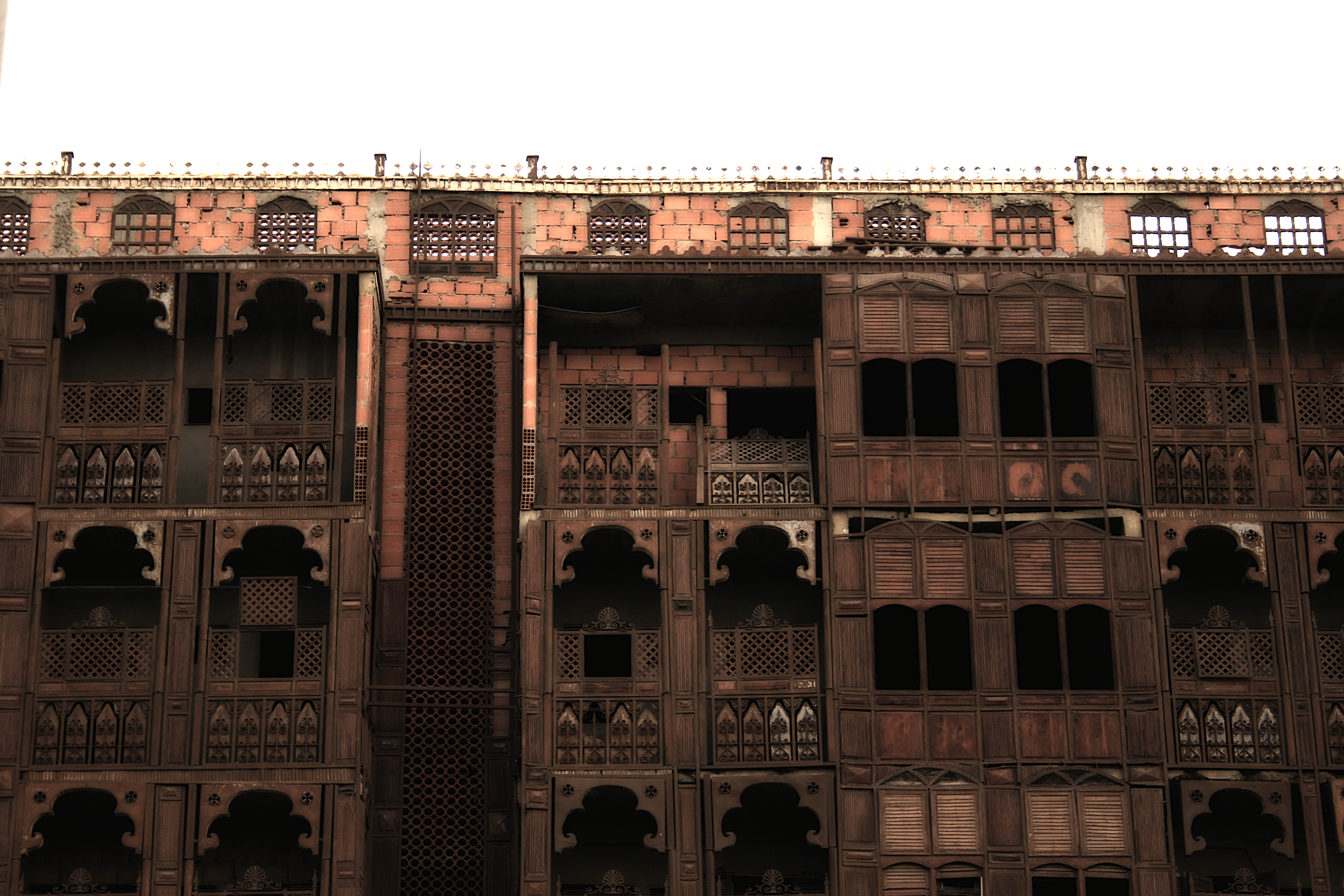
Здания в Старой Джидде
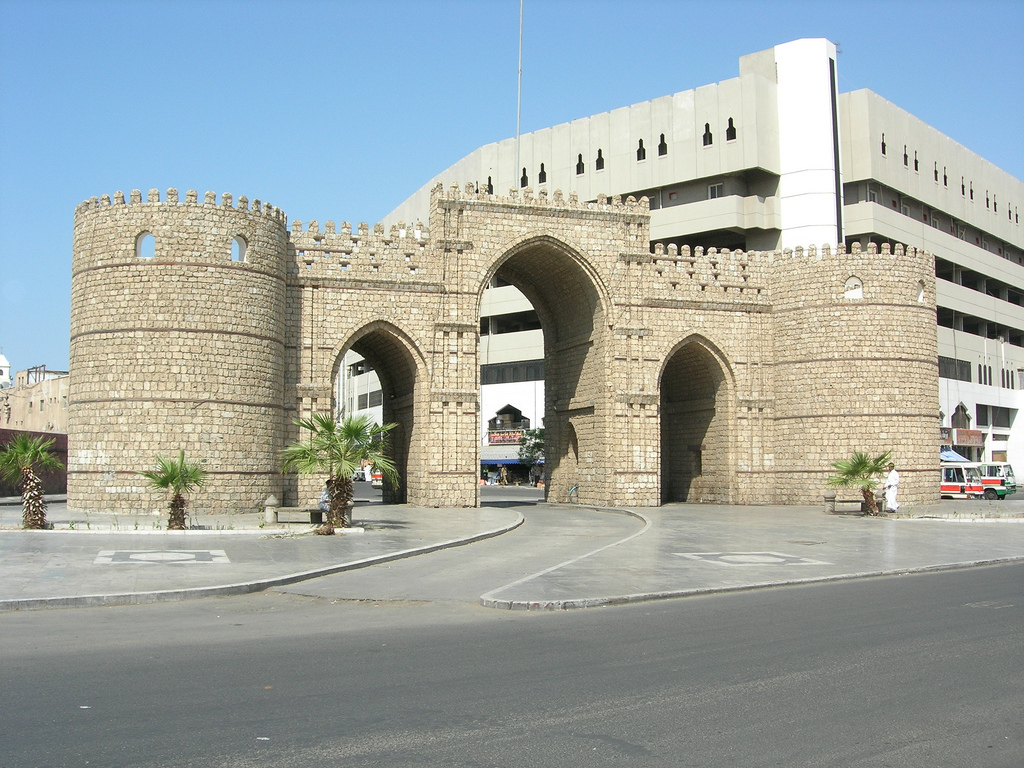
Баб Макка
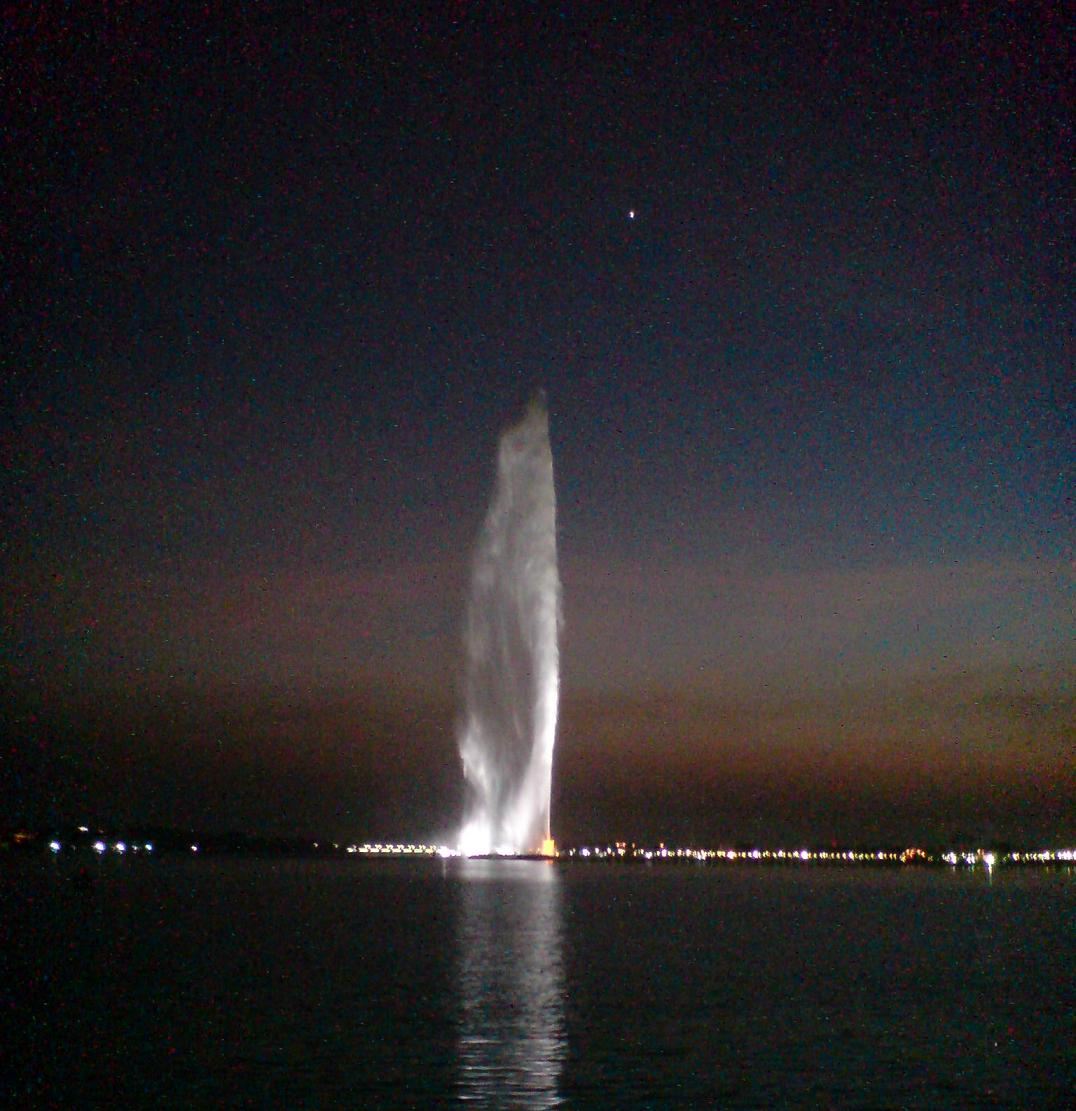
Фонтан Фахда в Джидде
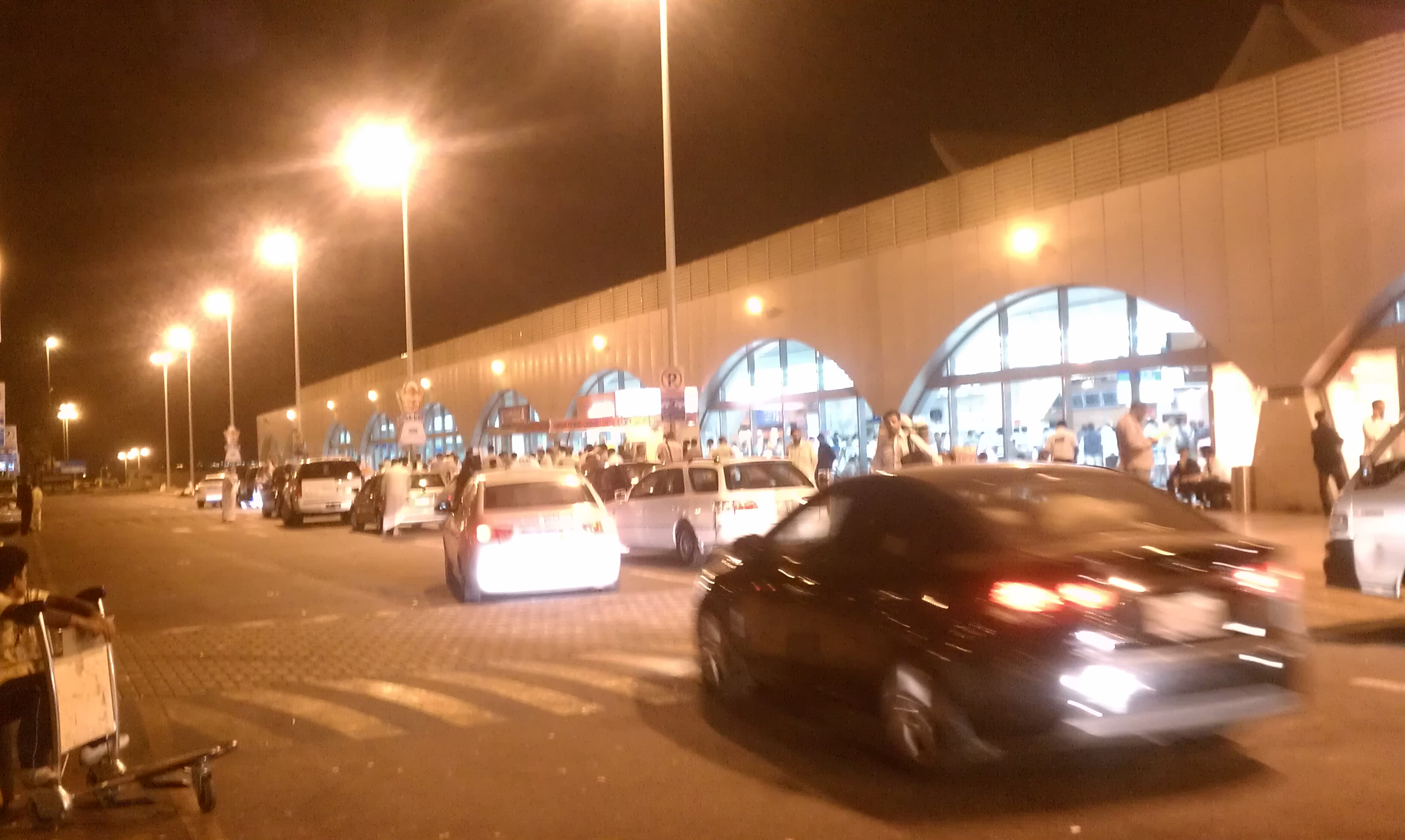
Международный аэропорт короля Абдул-Азиза
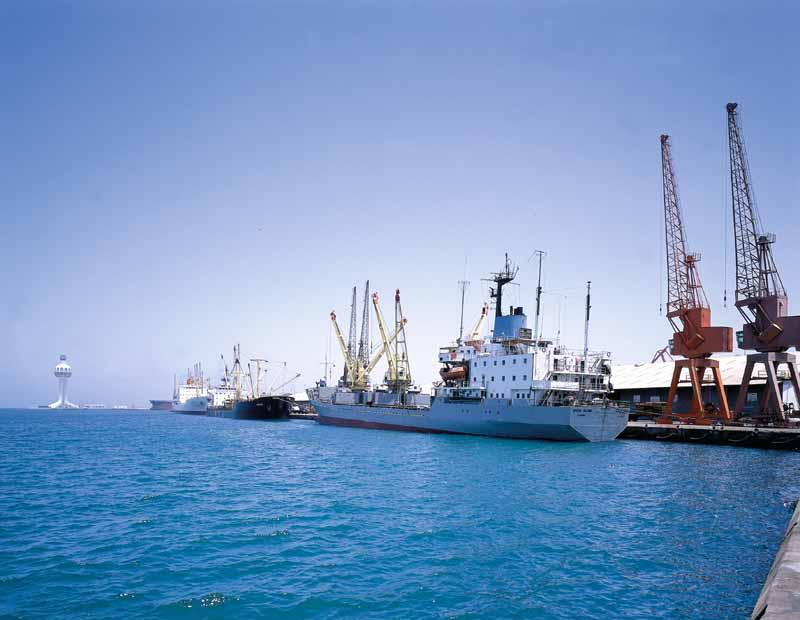
Морской порт Джидды
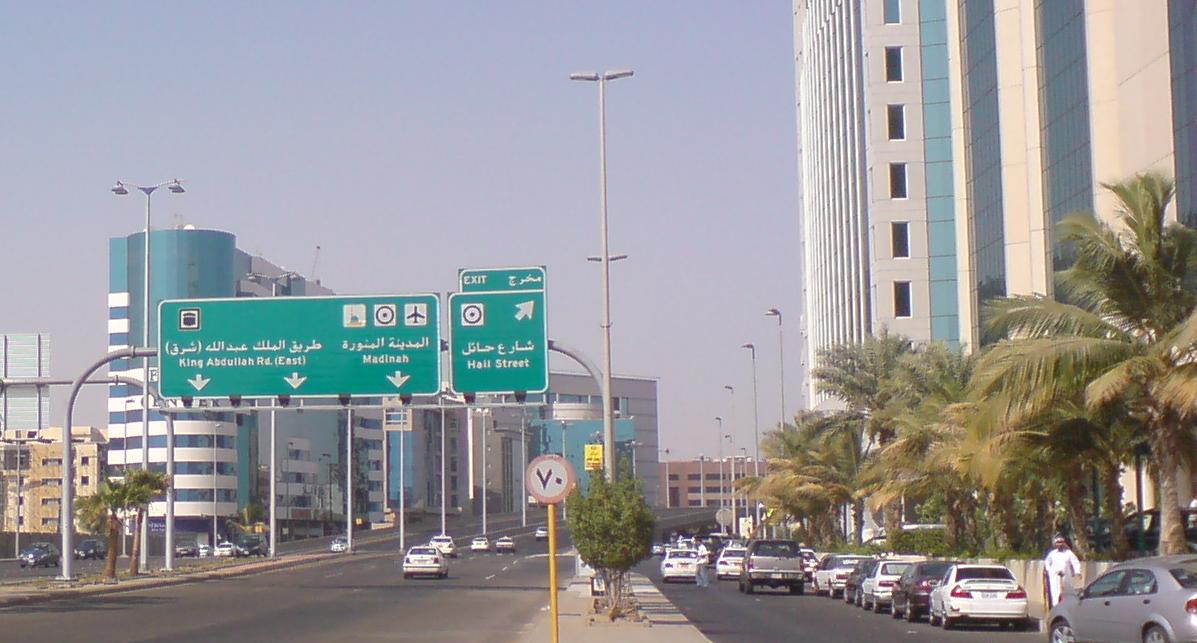
Улица короля Абдуллы